# Chicagofloden

Chicagofloden (engelska: Chicago River) är en 251 km (156 miles) lång flod  som flyter genom Chicago, inklusive stadskärnan. Floden är bland annat känd för 1900-talets vattenbyggnadsteknik, då man av sanitära orsaker riktat om flodens avrinningsområde söderut, mot Mississippifloden, istället för Michigansjön, som varit det tidigare avrinningsområde. Floden är också känd för att lokalbefolkningen färgar floden grön för att fira Saint Patrick’s Day.

## Geografi
Ursprungligen flöt floden in i Michigansjön, men dess kurs förflyttades söderut från den nuvarande floden för att undvika en vattenavgränsad sandbank som skulle avgränsa sjön vid platsen för Madison Street. Idag flyter huvudstammen av floden rakt västerut från Michigansjön, förbi Wrigleybyggnaden och Merchandise Mart ned till Kinzie Street, där den möts upp av den norra avgreningen av floden. Den norra avgreningen är formad av den västra bifloden, den östra bifloden (även känd som Skokiefloden) och den mellersta bifloden, som knyter samman den norra avgreningen av Morton Grove i Illinois. Från Chicagos stadskärna flyter floden söderut längs den södra avgreningen in till Illinois och Michigan-kanalen och Chicagos sanitära- och fartygskanal. Därifrån flyter kanalen in i floden Des Plaines och når slutligen Mexikanska golfen.

## Historia

### Tidiga icke-infödda amerikanska nybyggare
- Grundaren av Chicago, Jean Baptiste Point du Sable, var den första icke-infödda amerikanen att inrätta ett permanent uppehållstillstånd i närheten av Chicagofloden. Han lät bygga sin gård på den norra stranden vid mynningen av floden på 1780-talet.[3] 1808 konstruerades Fort Dearborn på den andra stranden, vid platsen för nuvarande Michigans Aveny-bro.[4]

- Fram till 1830 kallades den norra delen av Chicagofloden för Guarie's (eller Gary's). Guarie är en fonetisk stavning av namnet på en tidig nybyggare/handlare vid namn Guillory, som bodde längs Chicagofloden någon gång runt 1778.[5]

### Tidiga förbättringar
- På 1830- och 1840-talet gjordes stora ansträngningar för att skära ut en kanal genom sandrevet att förbättra sjöfarten.[2]
- 1900 ändrades flodens flödesriktning för att kunna hålla Michigansjön ren.
- 1928 rätades den södra avgreningen av Chicagofloden, mellan Polk och den 18:e gatan ut och flyttades 400 meter (1/4 mile) västerut för att ge plats för en järnvägsterminal.

### Ändra flödesriktningen

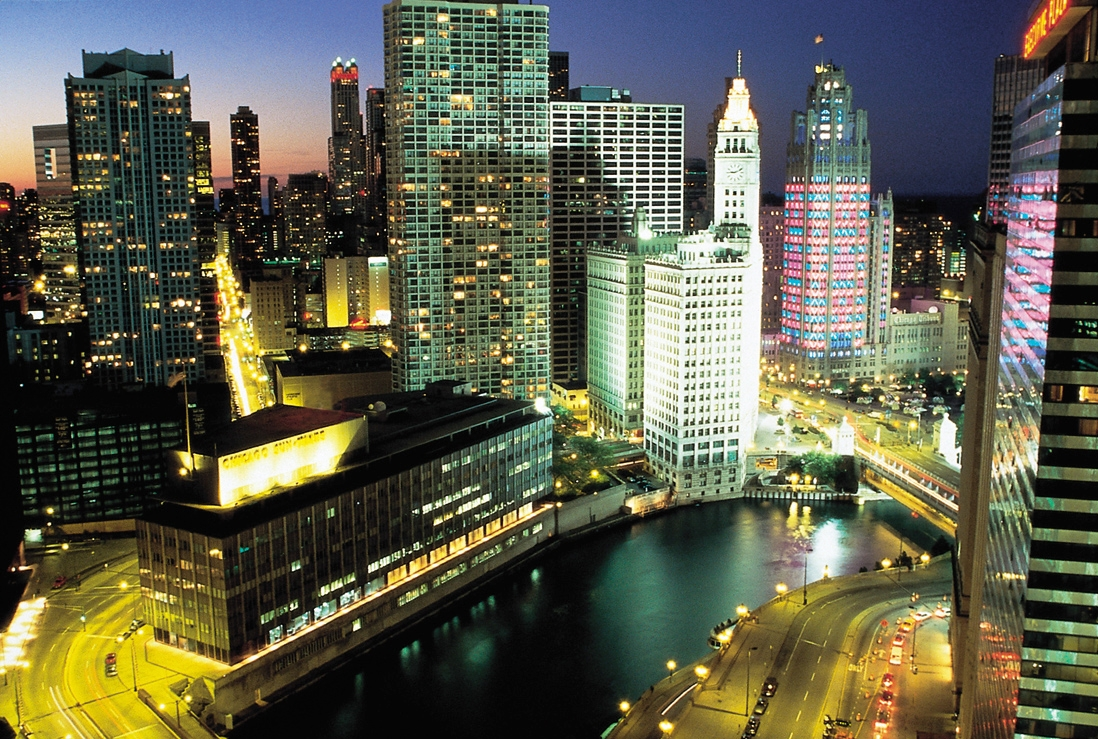
Nattbild över den tidigare Chicago Sun-Times byggnaden (platsen för nuvarande Trump International Hotel and Tower), Wrigley byggnaden och Tribune Tower.

Ursprungligen flöt floden in i Michigansjön, men allteftersom Chicago växte blev det tillåtet att tömma avloppsvatten och andra föroreningar i sjön. Detta bidrog till flera folkhälsoproblem och även problem med tyfoidfeber. Från och med 1850-talet, avleddes en stor del av flödet tvärs över Chicago Portage in i Illinois och Michigan-kanalen. 1900 vände vattenåtervinningsdistriktet, som då leddes av Rudolf Hering, flodens flöde med hjälp av en serie av slussar, vilket ledde till att floden strömmade till den nyligen avslutade sanitär- och fartygskanalen i Chicago. Innan denna tidpunkt kallades Chicagofloden av många lokala invånare i Chicago som "den stinkande floden" på grund av de stora mängderna avloppsvatten och andra föroreningar som tömts ut i floden från Chicagos då framgångsrika industrier. Alltigenom 1980-talet var floden väldigt förorenad och ofta fylld med skräp, men under 1990-talet beordrade borgmästaren Richard M. Daley att omfattande rengöringar av floden skulle genomföras, som ett led i en satsning på försköning av staden.
Nyligen skapade forskare vid forskningsuniversitet i Urbana-Champaign en tredimensionell, hydrodynamisk simulering av Chicagofloden, som tyder på att densitetsströmmar är orsaken till en observerad dubbelriktad vintertids-ström i floden. På ytan flyter floden från öster till väster, bort från Michigansjön, precis som förväntat. Men djupt under ytan, nära flodbädden, strömmar vattnet från väster till öster, motsatt flodens ytliga flödesriktning.
Allt utflöde från de stora sjöarna regleras av gemensamma amerikansk-kanadensiska Great Lakes Commission, och allt utflöde genom floden är satt under ett beslut av USA:s högsta domstol 1967 (ändrad 1980 och 1997). Staden Chicago är tillåten att tömma ut 91 m³ vatten per sekund från de stora sjöarna. Ungefär hälften av detta, ~1 miljard gallons per dag (44 m³/s), skickas ner till Chicagofloden, medan resten av flödet används till dricksvatten. I slutet av 2005 föreslog den Chicagobaserade alliansen för de stora sjöarna återseparering av de stora sjöarna och Mississippifloden för att ta itu med bland annat ekologiska problem och spridning av invasiva arter.

### Eastland-katastrofen
1915 dockade en utflyktsbåt (Eastland) vid Clark Street-bron, rullade runt och 844 passagerare omkom. Många av passagerarna på båten blev instängda av rörliga föremål, så som pianon och bord. Platsen för olyckan är nu ett minnesmärke som invigdes 1989. Märket blev stulet år 2000, men ersattes under 2003. Det finns också planer på att bygga en utomhusutställning på platsen.

### Översvämningen
Den 13 april 1992 drev stora vågor in Chicagoflodens flodbädd, vilket bland annat orsakade belastningssprickor i väggarna i en lång och övergiven tunnel som tillhörde Chicago Tunnel Company i närheten av Kinzie Street. En stor del av det 97 km långa nätverket av underjordiska järnvägslinjer för godstransport, som också omfattar en stor del av stadskärnan, blev så småningom översvämmad tillsammans med lägre byggnader som en gång i tiden underhölls och hade underjordiska gångvägar och affärer.

## Ekologi
Chicagofloden har påverkas väldigt mycket av industri- och bostadsområden runt omkring floden med åtföljande förändringar av kvaliteten i vattnet och avrinningsområdena. I floden finns flera arter av sötvattensfiskar, bland annat solabborrfiskar, malartade fiskar och karpfiskar. Det finns även stora mängder av kräftdjur i floden. Den södra bifloden på den södra avgreningen, vilket var det primära avloppet för Union Stock Yards och köttproduktionsindustrin, var en gång i tiden så förorenad att den blev kallad för "den bubblande bäcken". Illinois har gått ut med rådgivningar för hur man bör äta fisk från floden på grund av smitta för polyklorerade bifenyler och kvicksilver, samt ett "ät inte"-rådgivande för karpfiskar som är längre än ca. 30 cm långa. Det finns farhågor om att invasiva arter i Mississippifloden och Illinoisfloden så som silverkarp och marmorkarp, kan nå Stora sjöarna genom Chicagofloden. Trots att föroreningar fortfarande pågår, är Chicagofloden ett mycket populärt vattendrag för fritidsfiske av sötvattensfiskar. 2006 startade Chicago Park District den årliga fiskfestivalen för Chicagofloden som för varje år ökat i popularitet.
| Panoramavy över byggnader längs Chicagofloden med utsikt över Near North Side och Streeterville på höger sida och Chicago Loop, Lakeshore East och Illinois Center på vänster sida. |

## Saint Patrick’s Day

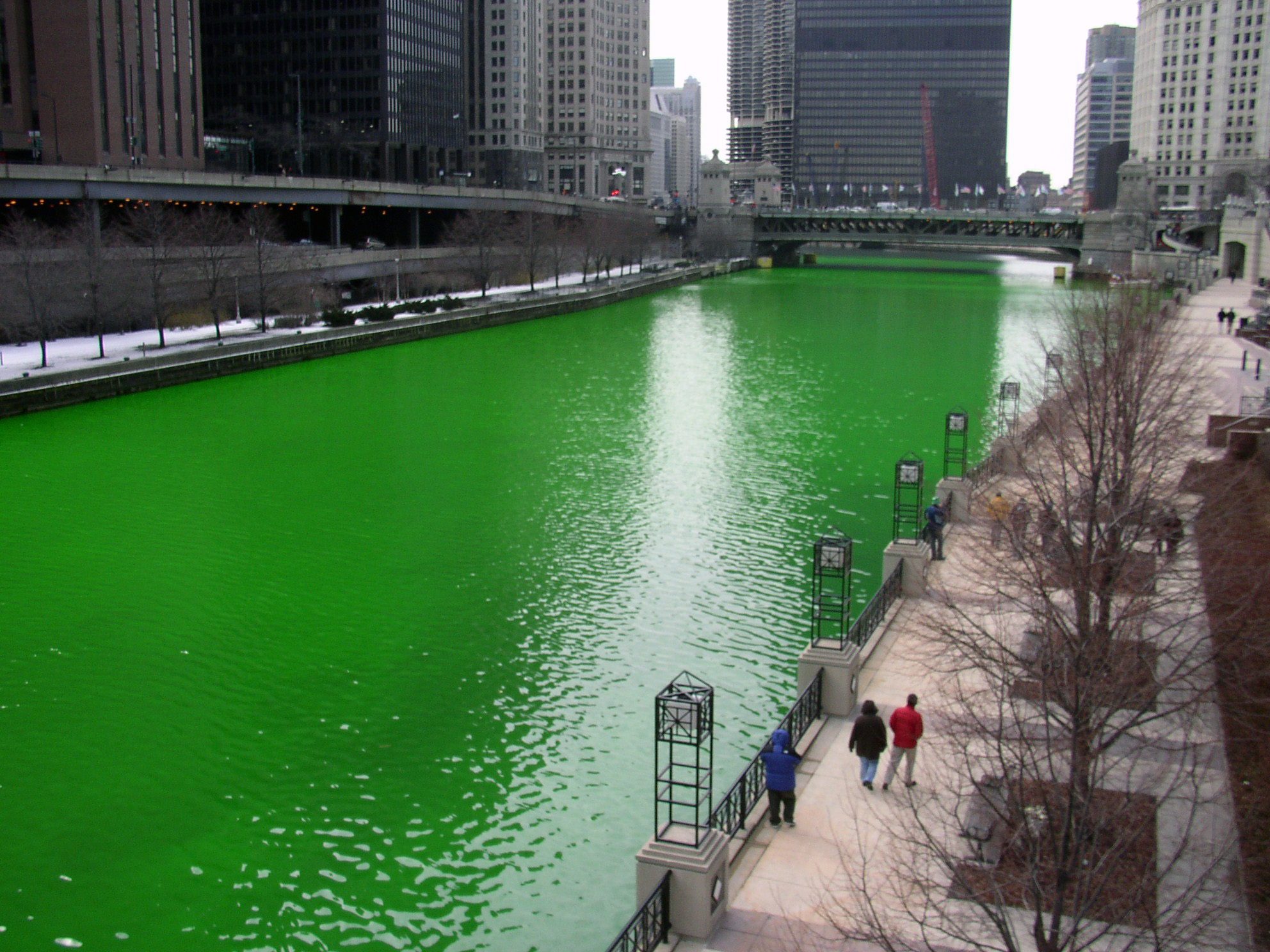
Chicagofloden under firandet av Saint Patrick’s Day 2005.

Som en del av en mer än fyrtio år gammal tradition i Chicago, färgas, på Irlands nationaldag, den 17 mars, floden grön till minne av landets skyddshelgon S:t Patrick. Den faktiska händelsen behöver inte nödvändigtvis äga rum på Saint Patrick’s Day, utan är planerad till den närmaste lördagen. Till exempel färgades under 2009 floden den 14 mars, medan Saint Patrick’s Day var på tisdagen den 17 mars. Förvaltaren av Chicagos kommitté för St Patrick's Day, Bill King, har uttryckt sig med orden "tanken på att färga Chicagofloden grön kom ursprungligen till av en slump, när en grupp rörmokare använde färgämnet fluorescein för att spåra olagliga ämnen som förorenar floden".
Naturvårdsverket i USA (EPA) förbjöd användning av fluorescein för detta ändamål, eftersom det visat sig att vara skadligt för floden. De hemliga ingredienser som idag används för att färga floden grön påstås vara säkra och ej skadliga för de tusentals levande organismer som lever i Chicagofloden. Idag använder man ungefär fyrtio gallons (ca. 150 liter) av vegetabiliska färgämnen i floden för firandet.
På begäran av Michelle Obama, som är en infödd Chicagobo, färgades, i samband med firandet av St Patrick's Day i Chicago, under 2009 Vita husets fontäner grönt för att fira dagen.

## Broar

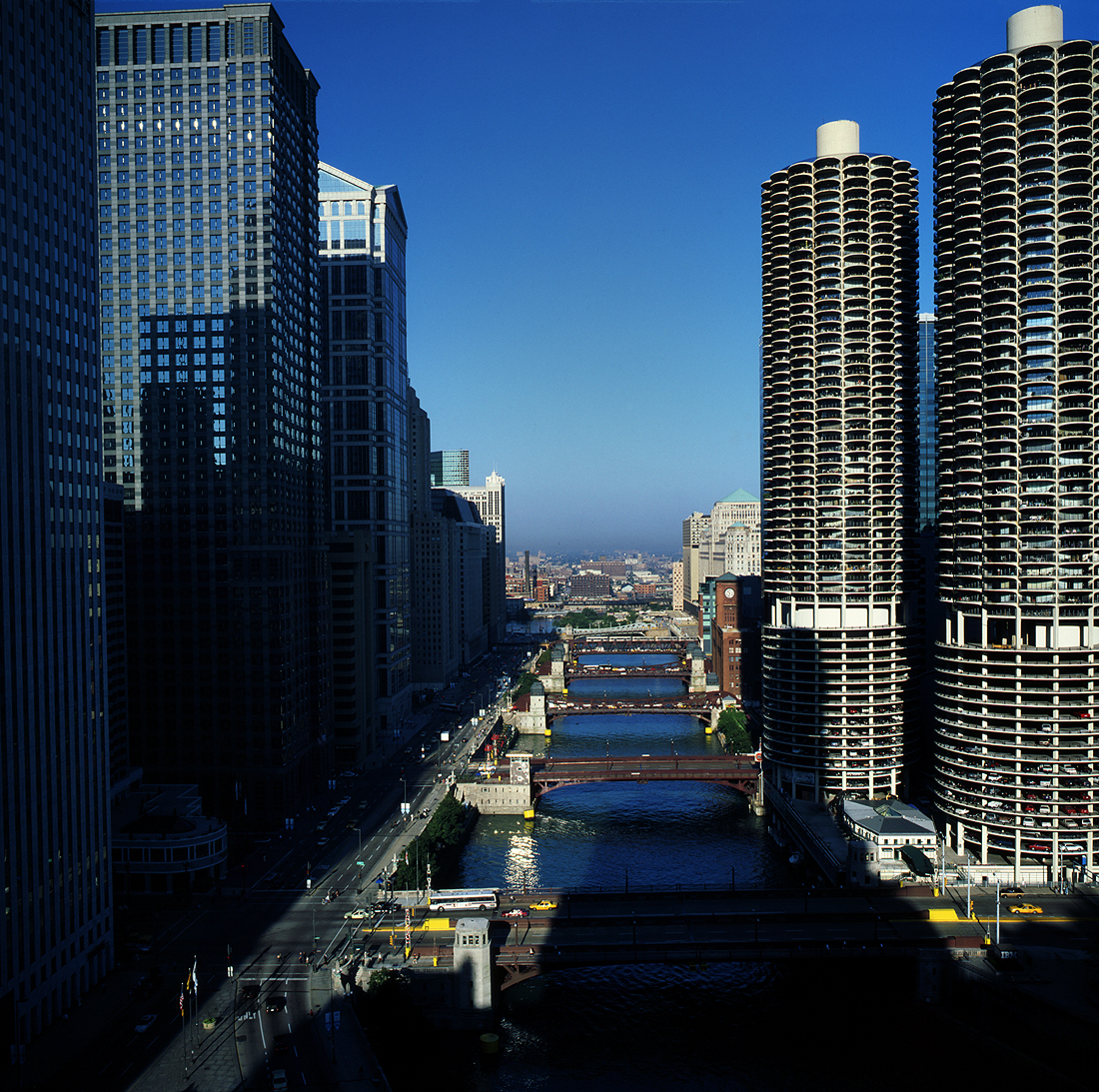
Vy över broar som passerar Chicagofloden. Från förgrunden; State Street Bridge, Dearborn Street Bridge, Clark Street Bridge, La Salle Street Bridge, Wells Street Bridge och Franklin Street Bridge.

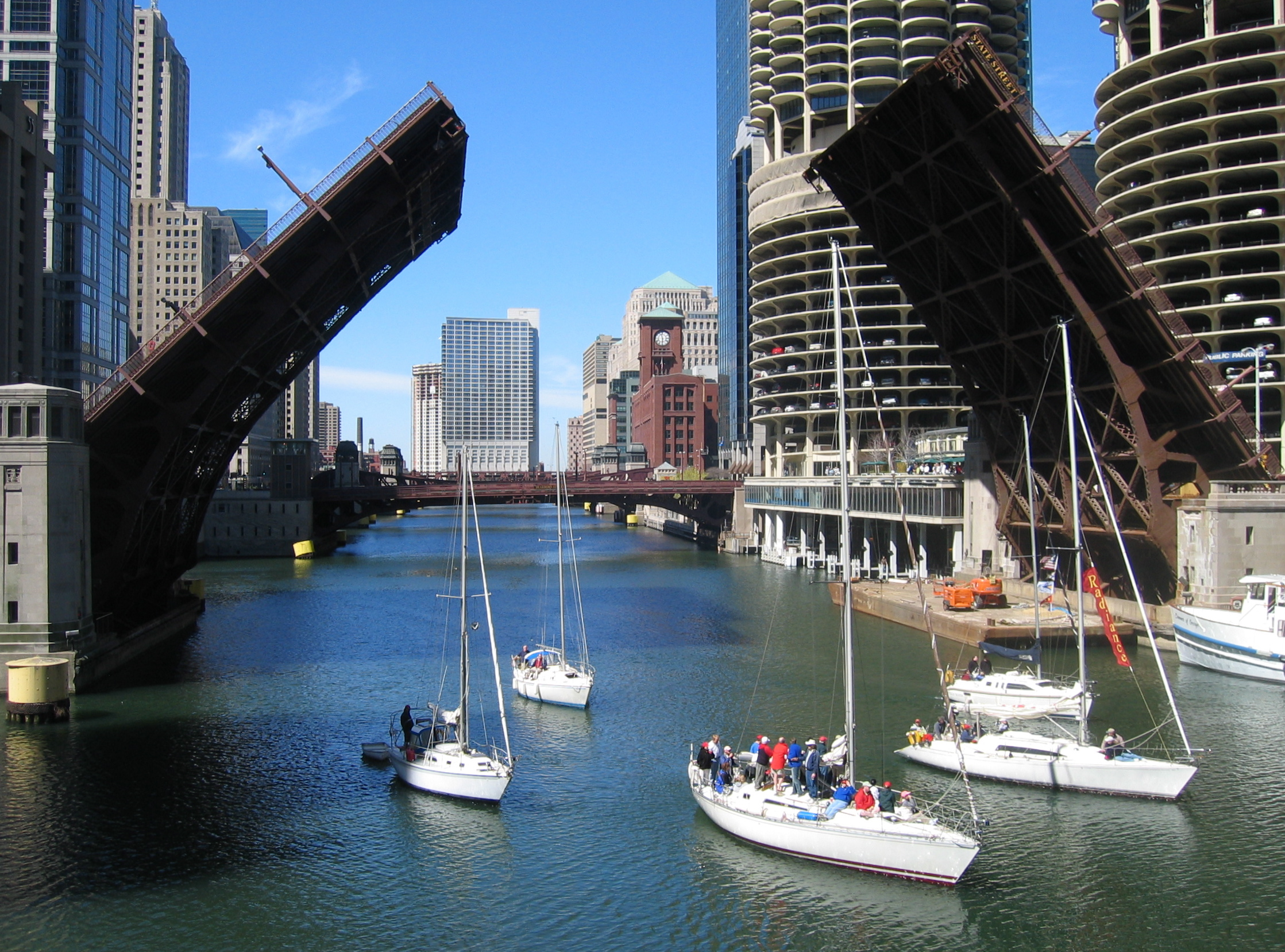
Klaffbron State Street Bridge reser sig så att båtar att passera.

Den första bron som korsade Chicagofloden byggdes över den norra förgreningen nära det nuvarande Kinzie Street, 1832. Den andra bron att korsa floden tillkom 1833 och gick över den södra förgreningen i närheten av Randolph Street.  Den första rörliga bron att byggas över floden var vid Dearborn Street och tillkom 1834. Idag har Chicagofloden över 50 broar som sträcker sig över den, omkring 40 av dessa är rörliga. Dessa broar är av flera olika slag. Bland dessa finns bland annat klaffbroar, svängbroar, och vertikala lyftbroar.

### Klaffbroar över Chicagofloden
Följande klaffbroar korsar floden (och dess södra förgrening) in till Chicago Loop:
- Harrison Street Bridge (1960)
- Congress Parkway/I-290 Bridge (1955)
- Van Buren Street Bridge (1956)
- Jackson Boulevard Bridge (1917)
- Adams Street Bridge (1927)
- Monroe Street Bridge (1919)
- Madison Street Bridge (1922)
- Washington Street Bridge (1913)
- Randolph Street Bridge (1984)
- Lake Street Bridge (1915)
- Franklin Street Bridge (1920)
- Wells Street Bridge (1922)
- La Salle Street Bridge (1928)
- Clark Street Bridge (1929)
- Dearborn Street Bridge (1962)
- State Street Bridge (1948)
- Wabash Avenue Bridge (1930)
- Michigan Avenue Bridge (1920)
- Columbus Drive Bridge (1982)
- Link Bridge, även kallad för Lake Shore Drive Bridge eller Outerlink Drive Bridge (1936)

### Övriga broar över Chicagofloden
- Canal Street railroad bridge (1914)
- Cherry Avenue Bridge (1902)
- Cortland Street Drawbridge (1902)
- Kinzie Street railroad bridge (1908)
- North Avenue Bridge (2008)

## Kända byggnader

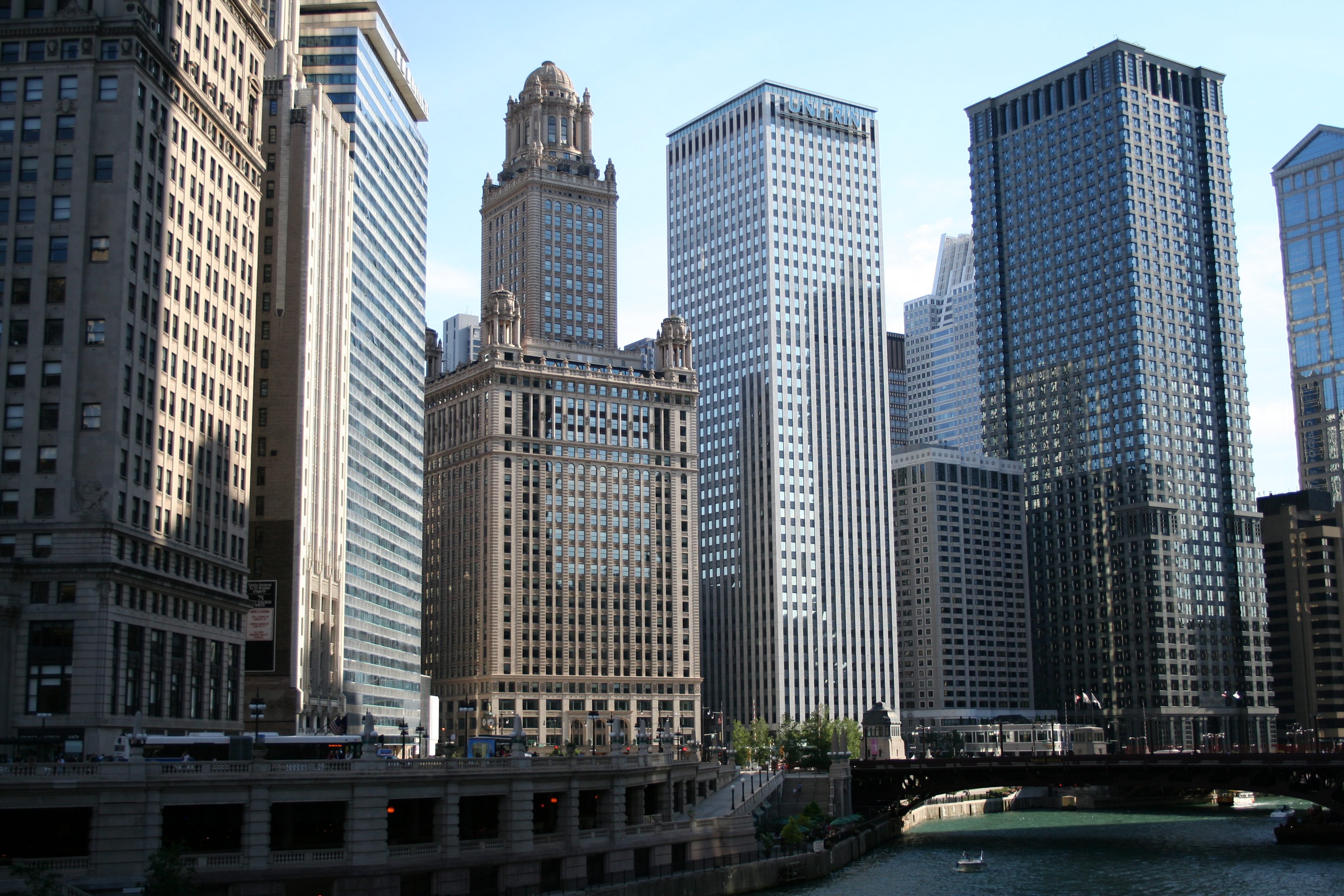
Byggnader längs Chicagofloden.

Flera av Chicagos byggnader på land är placerade längs floden. Här är en lista över några byggnader:

### Huvudavgreningen
- Navy Pier
- Wrigley Building
- Tribune Tower
- Trump International Hotel and Tower
- Marina City
- Merchandise Mart
- Chicago Spire (2011)
- Waterview Tower
- 333 Wacker Drive
- Leo Burnett Building

### Södra avgreningen
- Boeing:s huvudkvarter
- Civic Opera House
- Chicago Mercantile Exchange
- Union Station